# دين بغيض

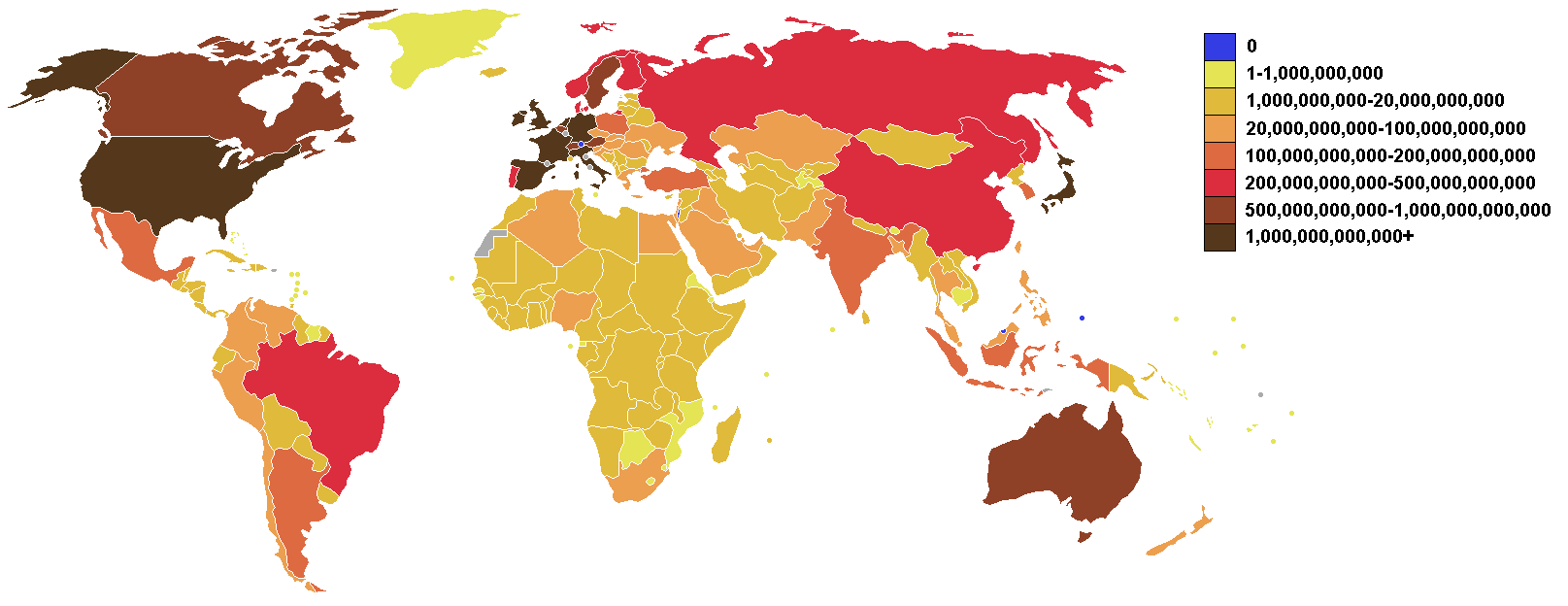

الدين البغيض (بالإنجليزية: Odious debt)‏, المعروف أيضًا باسم الدين غير الشرعي، هو مصطلح في القانون الدولي، يشير إلى نظرية قانونية تقول بأن الدين الوطني الذي يقترضه النظام لأغراض لا تخدم مصالح الأمة لا يجوز الوفاء به. ويعتبر القانون هذه الديون ديونًا شخصية للنظام يتحملها هو وليس الدولة. ويشبه هذا المفهوم في بعض النواحي العقود الباطلة التي توقع تحت الإكراه.

## الأصل
صبغ هذا القانون في دراسة كتبها في عام 1927 الكسندر ناحوم ساك، الفقيه القانوني الروسي المهاجر استنادًا إلى ما حدث في السابق في القرن التاسع عشر منها تنصل المكسيك' من سداد الديون التي اقترضتها حكومة الإمبراطور ماكسيميليان وكذلك رفض الولايات المتحدة تحمل مسئولية الدين الكوبي الذي اقترضه حكومة الاستعمار الإسباني.
يقول ساك:

عندما يوقع نظام مستبد عقود دين لا يكون ذلك لتلبية احتياجات أو مصالح الدولة، بل يستخدم لتقوية النظام وقمع الانتفاضات الشعبية ويكون هذا الدين مكروهًا من كل أفراد شعب الدولة. وهذا الدين غير ملزم للأمة بل هو دين للنظام، أي دين شخصي تعاقد عليه الحاكم وبالتالي فإنه يسقط بسقوط النظام، والسبب في عدم ارتباط هذه الديون البغيضة بأراضي الدولة هي أنها لا تحقق واحد من الشروط التي تحدد مشروعية الديون الخارجية للدولة أي أن هذه الدين يكب أن تدفعها الدولة والإجراءات المستخدمة لسد احتياجات الدولة وتحقيق مصالحها. يتم التعاقد على الديون البغيضة واستخدامها في أغراض يعرف المقترض أنها تخالف احتياجات ومصالح الأمة وليست ملزمة لها «عندما تنجح في الإطاحة بالحكومة التي تعاقدت على الدين» إلا إذا كان هذا الدين في حدود المزايا الحقيقية التي يمكن أن توفرها الديون، وإذا قامت الجهات المقرضة بأعمال عدائية ضد الشعب؛ فلا يمكن أن تتوقع من أمة حررت نفسها من نظام مستبد أن تتحمل هذه الديون البغيضة التي تعتبر ديونًا شخصية للحاكم.

## الرد
ذكرت باتريشيا آدمز، المدير التنفيذي في التحقيق الدولي (منظمة تدعم البيئة والسياسة العامة في كندا), ومؤلفة كتاب الديون البغيضة: الإقراض الحر والفساد والتراث البيئي للعالم الثالث (Odious Debts: Loose Lending, Corruption, and the Third World's Environmental Legacy) أن:
وأشارت باتريشيا آدمز في تحليل السياسات بمعهد كاتو أن القروض التي أخذتها العراق خلال حكم صدام حسين هي ديون بغيضة؛ لأن الأموال التي تم اقتراضها استخدمت في شراء الأسلحة والأدوات المستخدمة في القمع وفي تشييد القصور.
ومؤخرًا في مقال لعالمي الاقتصاد سيما جاياتشاندرن ومايكل كريمر جددا الاهتمام بهذا الموضوع، وافترضا أن الفكرة يمكن استخدامها لإيجاد نوع جديد من العقوبات الاقتصادية ومنع الطغاة من أخذ المزيد من القروض.
وقدمت جاياتشاندرن توصياتها الجديدة في نوفمبر 2011 في احتفال الذكرى السنوية العاشرة لحركة جوبيلي الذي عقد في مركز التنمية العالمية في واشنطن العاصمة.

## الاستخدام
في ديسمبر 2008، أعلن رافائيل كوريا رئيس جمهورية الإكوادور أن الديون الوطنية على الإكوادور هي ديون بغيضة وغير شرعية بحجة أن الذي تعاقد عليها هو النظام السابق الفاسد والمستبد، ونجح في تخفيض الديون قبل مواصلة دفعها.
بعد الإطاحة برئيس هاييتي جان كلود دوفالييه كانت هناك نداءات بإلغاء ديون هاييتي للمؤسسات المتعددة الأطراف بحجة أنها ديون بغيضة وظالمة ويمكن لهاييتي استخدام هذه الأموال بطريقة أفضل في خدمات التعليم والرعاية الصحية والبنية التحتية الأساسية. وفي فبراير من عام 2008 صدر قرار إلغاء ديون هاييتي بتأييد 66 عضوًا في مجلس النواب الأمريكي. وأصدرت العديد من المنظمات في الولايات المتحدة الأمريكية إجراءات تحذيرية تتعلق بقرار إلغاء ديون هاييتي ورسالة الكونجرس لوزارة الخزانة الأمريكية، بما في ذلك شبكة جوبيلي بالولايات المتحدة الأمريكية ومعهد العدالة والديمقراطية في هايتي وباكس كريستي في الولايات المتحدة الأمريكية.